# M. Vänçi Stirnemann
M. Vänçi Stirnemann (* 21. April 1951 in Zürich als Manfred Ulrich Stirnemann) ist ein Schweizer Künstler, Autor und Kurator. Er ist mit Kunst-Performances, Copy Art und Mail Art bekannt geworden und ist Initiator des Kunstprojekts Artist Trading Cards (ATC). Seit 2019 lebt er in Sonvilier.

## Leben
Stirnemann besuchte die Kunstschule F+F, die 1971 von progressiven Lehrern der Zürcher Hochschule der Künste (ZHdK) um Serge Stauffer und Hansjörg Mattmüller gegründet worden war. Mit Serge Stauffer, Übersetzer und Herausgeber von Marcel Duchamps Schriften, verband ihn eine Freundschaft bis zu dessen Tod im Jahr 1989. In den 1980er Jahren wurde Stirnemann mit Performances und Installationen bekannt. Neben der bildenden Kunst ist er als Autor, als Herausgeber von Kunstkatalogen und Kleineditionen sowie als Kurator tätig. Seit 1983 publiziert er die Kunstedition copy-left. Er machte Radiosendungen über moderne Kunst, schrieb als freier Autor für verschiedene Zeitschriften (unter anderem das Tagesanzeiger Magazin) und arbeitete als Redaktor beim Schweizer Fernsehen. 1994 eröffnete er im Zürcher Seefeld das Buchantiquariat „INK.art&text“, das auch Begegnungs- und Ausstellungsraum war und bis 2006 existierte. 2005–2016 war er Dozent an der Hochschule Luzern (Abteilung Design & Kunst). Stirnemann ist mit der Historikerin Lea Haller verheiratet.

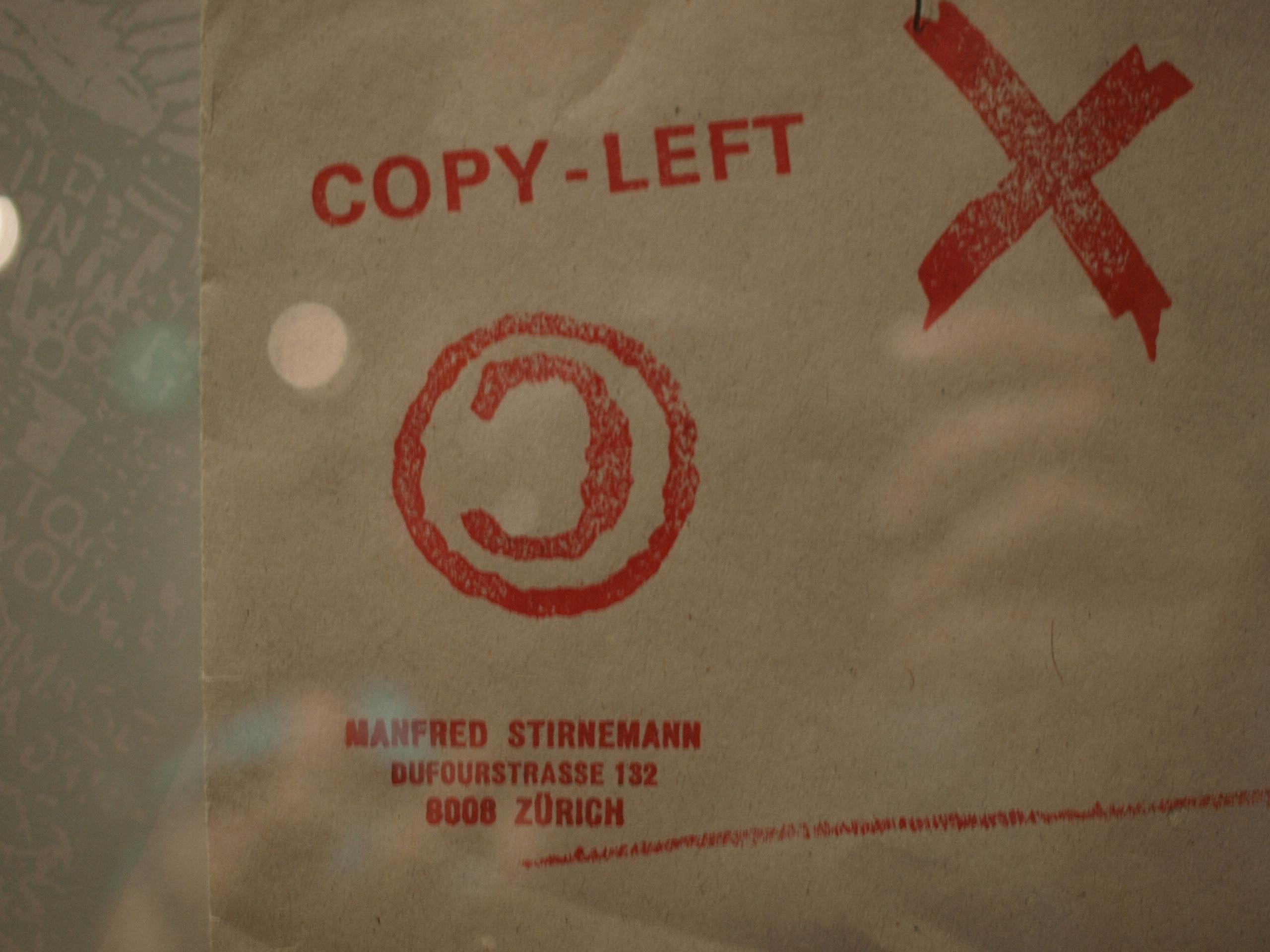
Mail art, Copyleft von Manfred Stirnemann

## Werk
Stirnemanns Kunstschaffen ist von einer undogmatischen Auseinandersetzung mit Literatur, Philosophie und populärer Kultur geprägt. Er beschäftigte sich früh mit Kunstrichtungen wie Manierismus, Dada, Surrealismus, Art Brut, Fluxus, Performance- und Medienkunst sowie mit Künstlern wie Marcel Duchamp, Marcel Broodthaers und Dieter Roth, die sein eigenes Schaffen prägten. Als visueller Künstler ist er in den Bereichen Performances, Installationen und Intermedia-Art vertreten. Er hat über 180 Gruppen- und Soloperformances im In- und Ausland gemacht. 1986 war er Gründungsmitglied der Performance-Gruppen The Nomads und a' battery a", 1990 initiierte er die internationalen Gruppen Feed back and forth und POW.WOW. Ab 1992 Zusammenarbeit mit Gido Dietrich (Pseudo – durch & durch). 1987 nahm Stirnemann an der documenta 8 in Kassel teil und 1988 am Olympic Arts Festival in Calgary, Kanada.
Ab den frühen 1980er Jahren beschäftigte sich Stirnemann intensiv mit Copy Art (Kopierkunst). Er publizierte Fotokopiekunst-Magazine, organisierte Ausstellungen und nahm an Copy-Art-Ausstellungen im In- und Ausland teil. Neben Einzelwerken – darunter L’état général: FANTOMAS für die documenta 8 (100 Bundesordner mit 5000 mehrfarbigen Fotokopien) – entstanden in dieser Zeit auch zahlreiche Performance-Dokumentationen als Copy-Art-Werke. Ebenfalls ab den frühen 1980er Jahren war Stirnemann im Mail-Art-Netzwerk aktiv. Im Bereich Neue Musik erhielt er verschiedene Kompositions- und Textaufträge (Zusammenarbeit u. a. mit Michael Heisch und mit Sebastian Hofmann).
1997 initiierte Stirnemann das Projekt Artist Trading Cards (ATC), das ein Welterfolg wurde. ATC sind Kärtchen im Format 64 × 89 cm (2 ½ × 3 ½ inches). Sie entsprechen den kommerziellen Hockey- oder Fussball-Sammelbildern, werden individuell gestaltet, auf der Rückseite signiert und datiert und anschliessend getauscht. Stirnemann selbst hat insgesamt über 17'000 ATC gestaltet, davon mehr als 14'000 getauscht (d. h. sie sind heute in anderen Sammlungen). Zwischen 1997 und 2004 hat er 333 ATC-Editionen herausgegeben, an denen insgesamt über 800 Leute aus 40 Ländern beteiligt waren. Ein anderes Langzeitprojekt ist seine Subjective Encyclopedia, eine enzyklopädisch angelegte Sammlung von Bildern, Texten, Kommentaren und Alltagspoesie. Auf einer Website sind etwa 500 Lemmata abrufbar. Für Ausstellungen wurden Teile der subjektiven Enzyklopädie auch in Buchform als Unikat gebunden.
Stirnemann erhielt verschiedene Auszeichnungen, Werk- und Projektbeiträge u. a. vom Bund, von Kanton und Stadt Zürich, vom Kanton Aargau, von Pro Helvetia, von der Cassinelli-Vogel-Stiftung, vom Canada Council und von der Stanley Thomas Johnson Foundation. Seine Copy-Art-Projekte wurden von Xerox gefördert. 1990 war er mit einem Stipendium des Canada Council Visiting Foreign Artist in Calgary. 2006/07 war er mit dem Atelierstipendium der Stadt Zürich in Paris (Cité Internationale des Arts).

## Publikationen
- Martin Klotz, Angelika Rudin, M. Vänçi Stirnemann (Hrsg.): COPY ART. 50 Jahre Xerografie. Fotokopie in der Kunst. copy-left Verlag, Zürich 1988.
- M. Vänçi Stirnemann: Kunst – Kommunikation – Illusion. In: Klaus Heinzle (Hrsg.): Interaktion 3. Kunst – Kommunikation – Illusion. Das Wiener Sommer Symposion, Wien 1989, ISBN 3-900820-03-1, S. 77–79.
- Yegya Arman, Christine Hunold, Lilo König, Dieter Leuenberger, Paolo Rossi, M. Vänçi Stirnemann (Hrsg.): Kunstszene Zürich 1991–1992. art6, Zürich 1993, OCLC 604050979.
- Urs Kummer, M. Vänçi Stirnemann: ach & krach. Enzyklopädie zu Ereignissen der neunziger Jahre. Edition epoca, Zürich 1995, ISBN 3-905513-01-3.
- M. Vänçi Stirnemann, Fritz Franz Vogel (Hrsg.): flickgut! Kulturgeschichtliches zur Instandstellung. Jonas, Marburg 2004, ISBN 3-89445-331-1.
- Christophe Badoux, Pierre Thomé, Vänçi Stirnemann (Hrsg.): Reading Visuals = Strapazin. Nr. 109. Zürich 2012.
- M. Vänçi Stirnemann: Kunstvermittlung vor der Bologna-Reform. In: WOZ. Nr. 09/2013, 28. Februar 2013 (woz.ch).
- M. Vänçi Stirnemann: 100 aspects of the moon. SyndiCat of KatZen, sonvilier 2022. ISBN 978-2-9701652-1-7.
- M. Vänçi Stirnemann: Cats on Cats. 55 Comments. SyndiCat of KatZen, sonvilier 2022. ISBN 978-2-9701652-0-0.
- M. Vänçi Stirnemann: LIFE, adventures, dreams & nightmares of a Samurai Cat. SyndiCat of KatZen, sonvilier 2023. ISBN 978-2-9701652-2-4.